# 波利夫齊 (戈夏區)
50°40′53″N 26°36′49″E / 50.68139°N 26.61361°E
波利夫齊（烏克蘭語：Полівці），是烏克蘭西北部的村莊，隸屬里夫內州的里夫內區。該村始建於1837年，面積1.59平方公里，海拔高度210米，2001年人口272，人口密度每平方公里171.6人。